# كوبر (إيران)
كوبر هي قرية في مقاطعة بيرانشهر، إيران. عدد سكان هذه القرية هو 15 في سنة 2006.